# 코시 부등식
복소해석학에서 코시 부등식(Cauchy不等式, 영어: Cauchy's inequality) 또는 코시 추정(Cauchy推定, 영어: Cauchy's estimate)은 정칙 함수의 테일러 급수 계수의 상계를 제시하는 부등식이다.

## 정의
연결 열린집합 {\displaystyle D\subseteq \mathbb {C} }에 정의된 정칙 함수 {\displaystyle f\colon D\to \mathbb {C} }가 주어졌다고 하자. 코시 부등식에 따르면, 임의의 음이 아닌 정수 {\displaystyle n} 및 {\displaystyle z_{0}\in D} 및 {\displaystyle 0<r<d(z_{0},\partial D)}에 대하여, 다음이 성립한다.
{\displaystyle |f^{(n)}(z_{0})|\leq {\frac {n!}{r^{n}}}\sup _{|z-z_{0}|=r}|f(z)|}
여기서
{\displaystyle d(z_{0},\partial D)=\inf _{z\in \partial D}|z-z_{0}|}
이다.

## 증명
코시 부등식은 코시 적분 공식으로부터 다음과 같이 간단히 유도된다.
{\displaystyle {\begin{aligned}|f^{(n)}(z_{0})|&=\left|{\frac {n!}{2\pi i}}\int _{|z-z_{0}|=r}{\frac {f(z)}{(z-z_{0})^{n+1}}}\mathrm {d} z\right|\\&\leq {\frac {n!}{2\pi }}\int _{|z-z_{0}|=r}{\frac {|f(z)|}{|z-z_{0}|^{n+1}}}\left|\mathrm {d} z\right|\\&\leq {\frac {n!}{2\pi r^{n+1}}}\cdot \sup _{|z-z_{0}|=r}|f(z)|\cdot \int _{|z-z_{0}|=r}|\mathrm {d} z|\\&={\frac {n!}{r^{n}}}\sup _{|z-z_{0}|=r}|f(z)|\end{aligned}}}

## 따름정리

### 콤팩트 집합 위의 부등식
연결 열린집합 {\displaystyle D\subseteq \mathbb {C} }에 정의된 정칙 함수 {\displaystyle f\colon D\to \mathbb {C} }가 주어졌다고 하자. 그렇다면, 임의의 음이 아닌 정수 {\displaystyle n} 및 콤팩트 집합 {\displaystyle K\subseteq D} 및 {\displaystyle z_{0}\in K}에 대하여, 다음이 성립한다.:102, §3.5, 정리2
{\displaystyle |f^{(n)}(z_{0})|\leq {\frac {n!}{d(K,\partial D)^{n}}}\sup _{z\in D}|f(z)|}
여기서
{\displaystyle d(K,\partial D)=\inf _{z\in K,\;z'\in \partial D}|z-z'|}
이다.
이는 코시 부등식에 의하여, 임의의 {\displaystyle 0<r<d(K,\partial D)\leq d(z_{0},\partial D)}에 대하여
{\displaystyle |f^{(n)}(z_{0})|\leq {\frac {n!}{r^{n}}}\sup _{|z-z_{0}|=r}|f(z)|\leq {\frac {n!}{r^{n}}}\sup _{z\in D}|f(z)|}
이므로,
{\displaystyle |f^{(n)}(z_{0})|\leq \lim _{r\to d(K,\partial D)^{-}}{\frac {n!}{r^{n}}}\sup _{z\in D}|f(z)|={\frac {n!}{d(K,\partial D)^{n}}}\sup _{z\in D}|f(z)|}
이기 때문이다.

### 콤팩트 수렴 정칙 함수열의 성질
연결 열린 집합 {\displaystyle D\subseteq \mathbb {C} }에 정의된 정칙 함수열 {\displaystyle f_{n}\colon D\to \mathbb {C} }가 함수 {\displaystyle f\colon D\to \mathbb {C} }로 콤팩트 수렴한다고 하자. (이 경우 {\displaystyle f}는 정칙 함수이다.) 그렇다면, 임의의 음이 아닌 정수 {\displaystyle k}에 대하여, {\displaystyle f_{n}^{(k)}} 역시 {\displaystyle f^{(k)}}로 콤팩트 수렴한다.
임의의 콤팩트 집합 {\displaystyle K\subseteq D}를 취하자. 그렇다면,
{\displaystyle {\tilde {K}}=\{z\in D\colon d(z,K)\leq d(K,\partial D)/2\}}
역시 콤팩트 집합이므로, {\displaystyle f_{n}}은 {\displaystyle {\tilde {K}}}에서 {\displaystyle f}로 균등 수렴한다. 또한, 코시 부등식에 의하여, 임의의 {\displaystyle z\in K}에 대하여,
{\displaystyle |f_{n}^{(k)}(z)-f^{(k)}(z)|\leq {\frac {k!}{d(K,\partial {\tilde {K}})^{k}}}\sup _{z\in {\tilde {K}}}|f_{n}(z)-f(z)|}
이다. 따라서, {\displaystyle f_{n}^{(k)}}는 {\displaystyle K}에서 {\displaystyle f^{(k)}}로 균등 수렴한다.

### 리우빌 정리
리우빌 정리에 따르면, 모든 유계 전해석 함수는 상수 함수이다.
유계 전해석 함수 {\displaystyle f\colon \mathbb {C} \to \mathbb {C} }가 주어졌다고 하자. 그렇다면, 코시 부등식에 의하여, 임의의 {\displaystyle z_{0}\in \mathbb {C} } 및 {\displaystyle r>0}에 대하여,
{\displaystyle |f'(z_{0})|\leq {\frac {1}{r}}\sup _{z\in \mathbb {C} }|f(z)|}
이므로,
{\displaystyle |f'(z_{0})|\leq \lim _{r\to 0^{+}}{\frac {1}{r}}\sup _{z\in \mathbb {C} }|f(z)|=0}
이다. 즉, 임의의 {\displaystyle z_{0}\in \mathbb {C} }에 대하여, {\displaystyle f'(z_{0})=0}이며, 따라서 {\displaystyle f}는 상수 함수이다.

## 역사
프랑스의 수학자 오귀스탱 루이 코시가 증명하였다.

## 참고 문헌
- 강승필, 『해설 복소함수론』, 경문사, 2007